# SED:s partidag

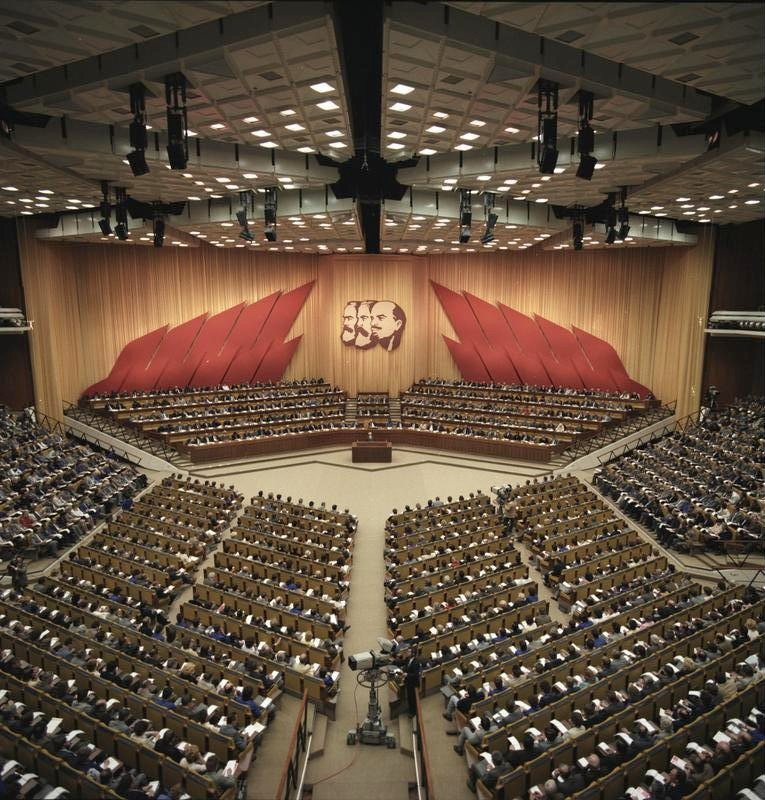
Partidagen 1986.

SED:s partidag var Tysklands socialistiska enhetspartis (SED) högsta partiorgan. På partidagen valdes partiets centralkommitté.
Partidagen var det högsta beslutande organet inom SED och var samtidigt en stor föreställning för det egna partiet, den östtyska allmänheten och för internationella gäster. Den första SED-partidagen ägde rum 1946 och skulle från början äga rum varje år men kom efterhand att äga rum vart fjärde och från 1971 vart femte år. Den elfte partidagen 1986 blev den sista ordinarie. Arrangemanget ägde från 1976 rum i Palast der Republik. Partidagen direktsändes i östtysk TV och tog upp det östtyska medielandskapet.
Vid den tredje partidagen 1950 valdes för första gången en centralkommitté efter sovjetisk förebild. Den första centralkommittén var den sittande partiledningen.
Planeringen av dagarna var omfattande och noga utvaldes deltagarna av centralkommittén så att rätt representanter fanns med från partiet och de statliga massorganisationerna samt att kvinnor, barn och ungdomar fanns med. Deltog i ceremonier gjorde bland annat  Junge Pioniere, FDJ och Nationale Volksarmee-soldater. Partidagen inleddes med en hälsning till de många utländska gäster som deltog och de inhemska blockpartiernas representanter. De diskussionsbidrag som framfördes var noggrant förberedda på förhand och kontrollerade.

## Lista över partidagarna
|                           | Datum                       | Plats  | Innehåll                                                                    |
| ------------------------- | --------------------------- | ------ | --------------------------------------------------------------------------- |
| I. partidag               | 21 – 22 april 1946          | Berlin | Grundade                                                                    |
| II. partidag              | 20 – 24 september 1947      | -      | -                                                                           |
| III. partidag             | 20 – 24 juli 1950           | Berlin |                                                                             |
| IV. partidag              | 30 mars – 6 april 1954      | Berlin | -                                                                           |
| V. partidag               | 10 – 16 juli 1958           | Berlin |                                                                             |
| VI. partidag              | 15 – 21 januari 1963        | Berlin | Neues Ökonomisches System (NÖS) beslutas                                    |
| VII. partidag             | 17 – 22 april 1967          | Berlin | -                                                                           |
| VIII. partidag            | 15 – 19 juni 1971           | Berlin | Erich Honeckers ära börjar.                                                 |
| IX. partidag              | 18 – 22 maj 1976            | Berlin | Nytt program antas                                                          |
| X. partidag               | 11 – 16 april 1981          | Berlin | Beslut om en tillväxtplan med årlig tillväxt på fem procent fram till 1985. |
| XI. partidag              | 17 – 21 april 1986          | Berlin |                                                                             |
| Särskild partidag SED/PDS | 8-9 och 16-17 december 1989 | Berlin | Gregor Gysi väljs till ordförande                                           |